# 三碘化砷
三碘化砷是一种无机化合物，化学式为AsI3。

## 制备
三氯化砷和碘化钾反应可以得到三碘化砷，反应在热的浓盐酸中进行：
AsCl3 + 3KI → AsI3 + 3 KCl
砷单质和碘在二硫化碳中回流也可以得到：
2 As + 3 I2 → 2 AsI3